# 浮島丸 (貨客船)
浮島丸（うきしままる）は、関西汽船が運航した貨客船。後に小笠原海運で父島丸として小笠原航路に就航した。

## 概要
関西汽船の阪神 - 琉球問定期航路貨客船として、第15次計画造船において建造が許可された。建造は佐野安船渠で行われ、1959年12月18日に進水、1960年3月20日に竣工した。同年4月1日から阪神 - 奄美 - 沖縄航路に就航した。
1973年3月、小笠原海運に売却され、父島丸となり、椿丸の代船として同年4月8日から東京 - 小笠原航路に就航した。当時の航海時間は片道38時間であった。
1979年4月、おがさわら丸 (初代)の就航により台湾の長栄海運に売却され、EVER TRAININGとなり、航海練習船として使用された。
1984年10月、スクラップのため高雄に回航され、その後解体された。

## 設計
船型は荒天時の耐波性を考慮して長船首楼型とされ、船尾には追い波の打ち込みを防ぐため船尾楼が設けられた。機関室は中央配置で、船首側にNo.1貨物艙、No.2貨物艙、船尾側にNo.3貨物艙が配置されており、第二甲板の三等客室うち2室は予備貨物艙兼用とされた。

## 船内

### 船室
| クラス               | 部屋数                                              | 定員  | 設備                                               |
| -------------------- | --------------------------------------------------- | ----- | -------------------------------------------------- |
| 特別二等客室         | （洋室）2名×2室                                     | 4名   | シングルベッド2台、洗面器、ティーテーブル、椅子2脚 |
| 二等客室             | （洋室）4名×4室 （和室）9名×3室                     | 44名  | （洋室）2段ベッド2組、テーブル、ソファ             |
| 特別三等客室         | （和室）13名×2室 （和室）12名×2室 （和室）11名×2室  | 72名  | 畳敷き                                             |
| 三等客室（上甲板）   | 85名×1室                                            | 323名 | 畳上カーペット敷き、荷物棚                         |
| 三等客室（第二甲板） | 船首部：68名×1室 中央部：106名×1室 船尾部：64名×1室 | 323名 | 畳上カーペット敷き、荷物棚                         |

### 設備
- 案内所
- 売店
- ダイニング・サルーン（二等客用）
- ラウンジ（二等客用）
- 浴室（二等客用洋式1箇所、和式1箇所、三等客用1箇所）